# Passingerův mlýn (Olomouc)
Passingerův mlýn je středověká budova, která se nachází na ulici Mlýnská č.p. 938 v Olomouci a jako součást Pevnosti Olomouc je chráněna jako kulturní památka České republiky. Passingerův mlýn, dříve nazývaný Kamenný, se nacházel na pravém břehu Mlýnského náhonu (Mlýnského potoka) za městskou hradbou. V období výstavby barokní pevnosti byl přenesen na druhý břeh náhonu a byl součástí tzv. Vodních kasáren.

## Historie
První písemná zmínka o tzv. Kamenném mlýně pochází z roku 1321 a další z roku 1355, kde byl zmiňován nepoctivý mlynář Peczold Rarwolf. Prvním historicky doloženým majitelem mlýna byl Martin Grapler (1435).  Mezi další majitele patřil Hanuš Weigel (do roku 1443), vyškovský hejtman Marek z Bučic, který prodal mlýn v roce 1482 olomoucké radě. Proč se mlýn nazýval Kamenný, není známo. Název mohl být odvozen podle materiálu, ze kterého byl vystavěn.
Od roku 1619 vlastni mlýn mlynář Toman, v období 1635 až 1655 Jiří Martiška. Mlýn měl pět složení, v letech 1620–1699 byl počet složení zvyšován až na osm. Od roku 1729 se ve mlýně mohl mlít pivní slad. Měl dva náhony, v jednom sedm složení a ve druhém dvě, které pravděpodobně zabezpečovaly provoz olomouckých kašen. O zániku původního mlýna existují dvě verze. Podle jedné v roce 1758 mlýn vyhořel během pruského obléhání Olomouce. Druhá verze uvádí, že mlýn byl zbourán v roce 1755 a nově postaven na jižním břehu mlýnského náhonu v souvislosti s výstavbou nového hradebního opevnění. 

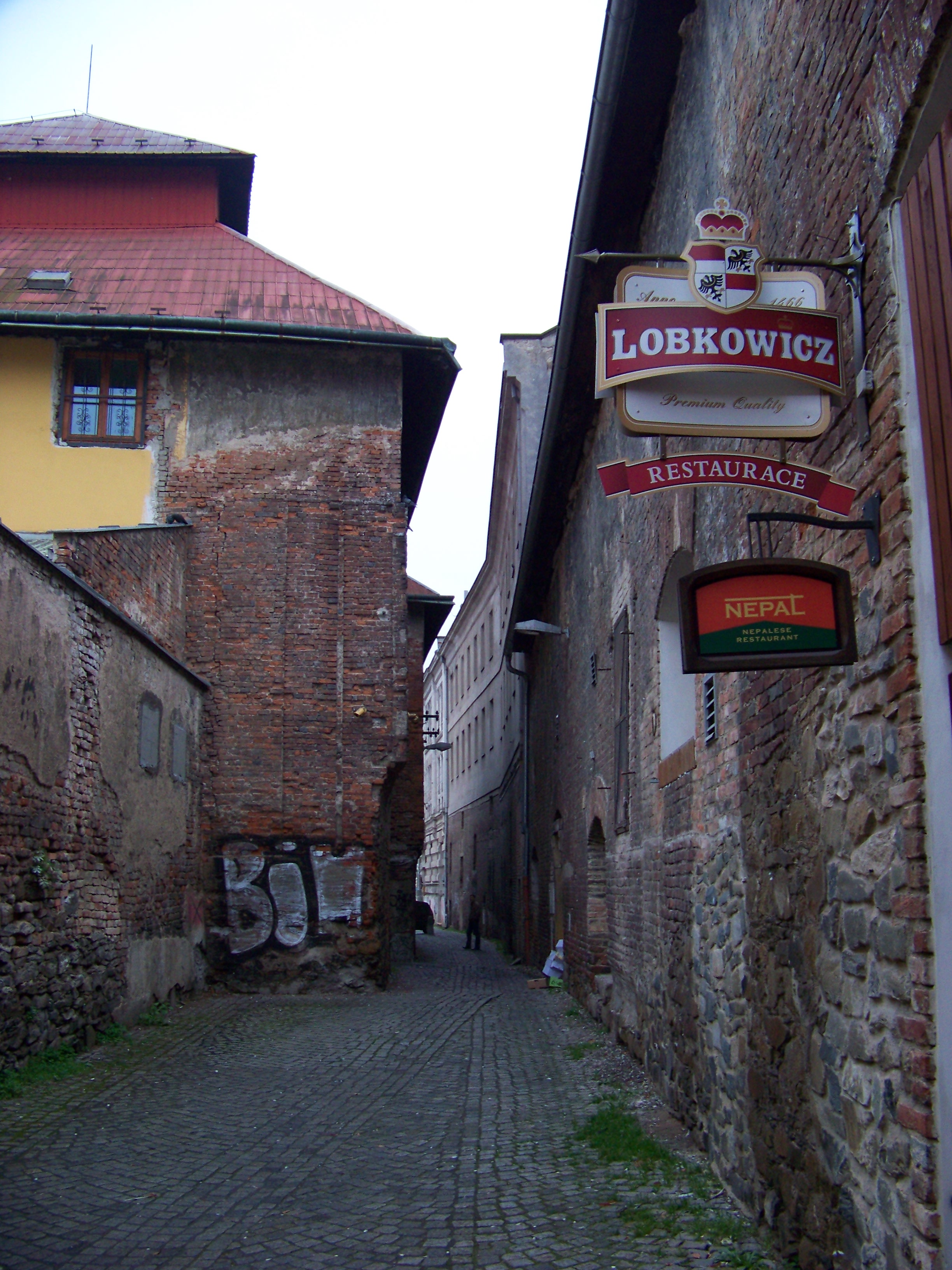
Mlýnská ulice, vpravo objekty Kamenného mlýna, vlevo bývalý měšťanský pivovar

V roce 1760 byl mlýn postaven na druhém břehu náhonu na hradních kasematech mlynářem Janem Jiřím Friemelem. Mlýnská část se šesti koly měla dvě nadzemní a jedno podzemní podlaží, další část byla využívána jako sýpka. Od roku 1790 mlýn postupně vlastnily spřízněné rodiny Lachnikových a Pulkertových.  Na počátku 19. století manželé Pulkertovi mlýn bez povolení rozšířili o další kolo. Mlýnská část byla zvýšena o další patro s podkrovím a sýpka rozšířena o sklad mouky. Velká přestavba mlýna, jejíž součástí bylo vybudování krytého dřevěného mostu přes náhon, byla zahájena v roce 1862.
Nynější název mlýna je po rodu mlynářů Passingerových, kteří mlýn získali v roce 1875 a vlastnili jej do roku 1942. V roce 1881 měl mlýn dvě vodní kola o šířce 1,66 m a 1,96 m. Vodní kola byla vyměněna za vodní turbíny typu Knap s výkonem 59 HP. Turbína byla využívána k mletí a výrobě elektřiny, mimo jiné pro městské divadlo. Kolem roku 1880 byl vodní mlýn upraven na parní mlýn, ve kterém bylo prováděno vlastní mletí. V roce 1900 byla instalována nová Francisova vodní turbína. Turbíny byly umístěny v přízemních domcích přistavěných k západní zdi mlýna.  V roce 1942 byl mlýn prodán městu a mlýn převzala společnost Mährische Mühlwerke (Moravské mlýna Bruno Weiss). Po válce byl majetek německé společnosti zkonfiskován a vlastníkem mlýna se stalo město Olomouc. V dalších letech mlýn vlastnil podnik Severomoravské mlýny, později přejmenovaný na Pekárny Olomouc. Mlýn ukončil činnost nejpozději v roce 1951, kdy městský stavební úřad vydal rozhodnutí o jeho přestavbě na kanceláře. Už v roce 1945 byly odstraněny turbínové domky, v roce 1952 byl zasypán Mlýnský náhon.  V letech 1991–1998 prostory mlýna využívala Průmyslová pekárna Hanka jako kanceláře a sklady.
V současné době v budově mlýna je restaurace, skladovací prostory a správní kanceláře.

## Popis

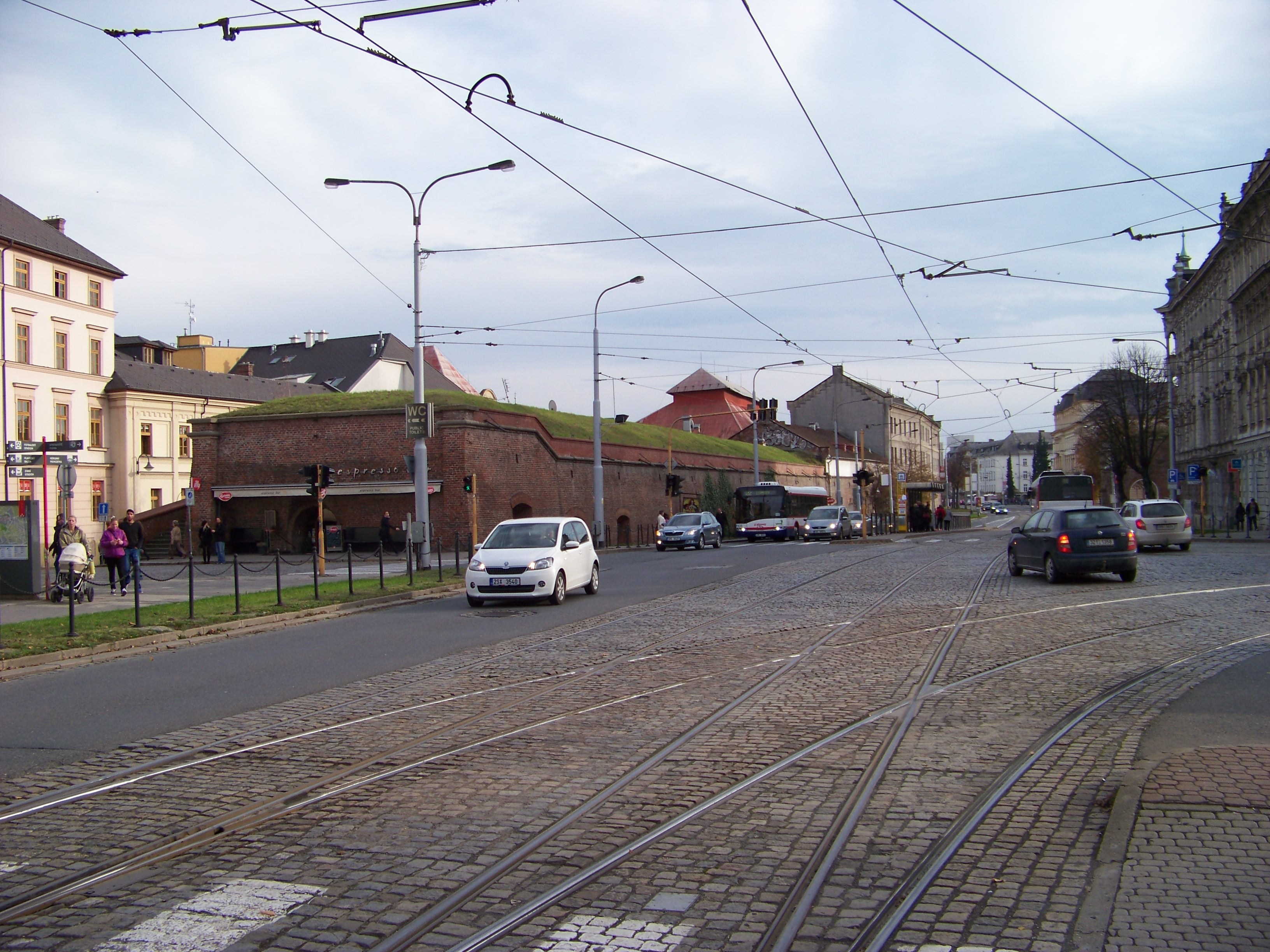
Hradby ukončuje budova Passingerova mlýna

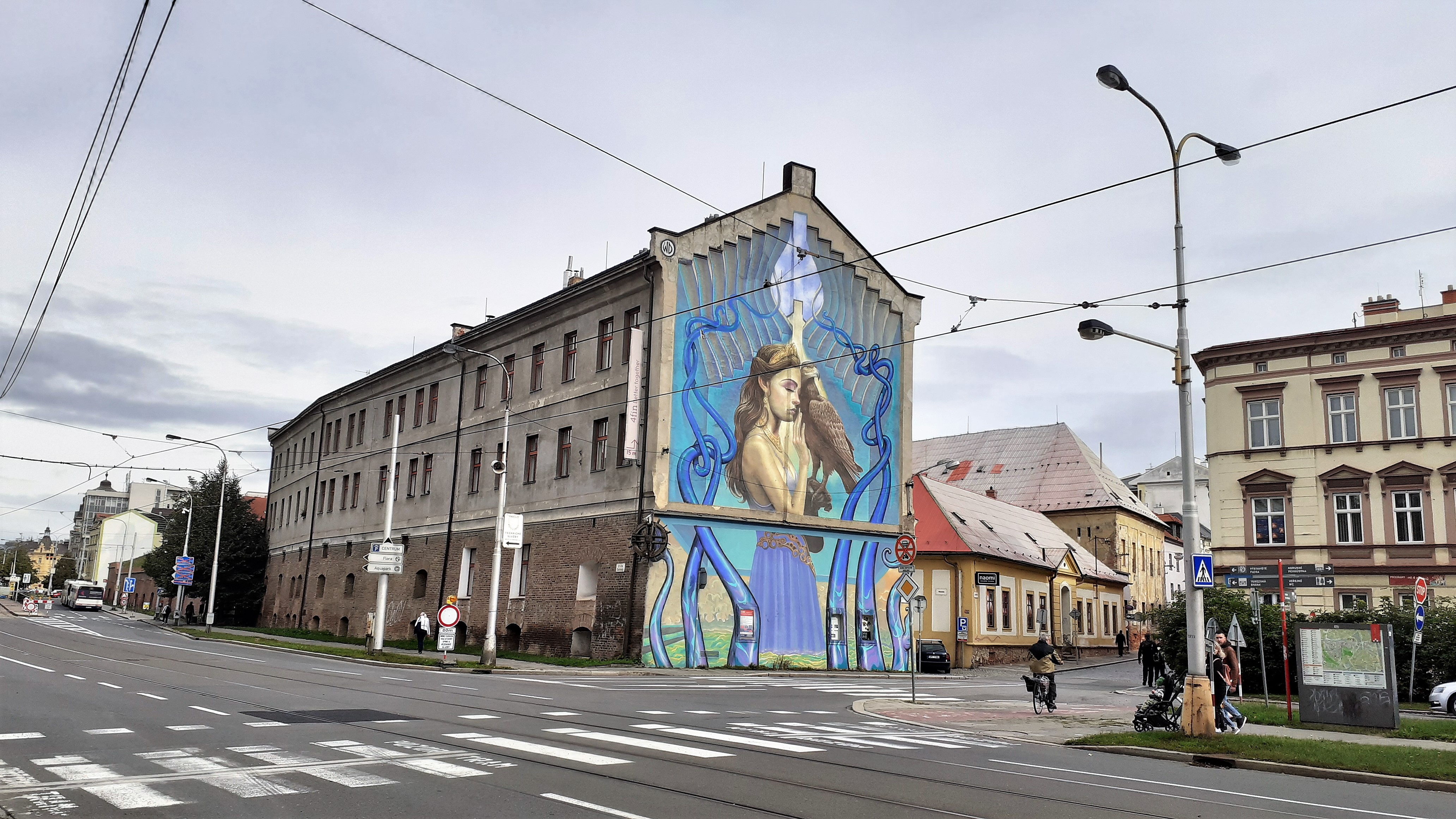
Mural na boční straně Passingerova mlýna (autor Wild Drawing, 2018)

Passingerův mlýn je situován na jihozápadní straně historického jádra města v úseku bývalého opevnění. mezi třídou Svobody a úzkou Mlýnskou ulicí. Skládá se ze dvou objektů. Vyšší část je budova bývalého mlýna, kancelářské a obytné části, v nižší části byly prostory sýpky, na které navazuje objekt tzv. Vodních kasáren. Mlýnská část měří na délku 58 metrů, sýpka 30 metrů. Šířka obou budov je 12,5 metru.  Budova mlýna je podsklepený třípodlažní objekt se sedlovou střechou. Přízemní část je postavena z režného cihelného zdiva, na třídu Svobody je zeď prolomena třemi řadami menších oken. Z Mlýnské ulice se v přízemí nachází několik vstupních dveří, kterými dříve mleči vcházeli do mlýna. Horní část budovy je z obou stran omítnutá a jsou v ní umístěny dvě řady vysokých obdélných oken. Úzká severní a jižní stěna bez oken je zakončena štítem s ozdobným plastickým lemováním. Na fasádě jižní stěny směrem do Lafayettovy ulice byl v roce 2018 namalován velký mural s názvem The Power of Silence, který vytvořil indonéský umělec Wild Drawing v rámci Street art festivalu.